# Oignies
 Oignies  es una población y comuna francesa, situada en la región de Norte-Paso de Calais, departamento de Paso de Calais, en el distrito de Lens y cantón de Courrières.

## Demografía
| 11 340 | 12 563 | 11 649 | 10 546 | 10 660 | 10 531 |
| Para los censos de 1962 a 1999 la población legal corresponde a la población sin duplicidades (Fuente: INSEE [Consultar]) |        |        |        |        |        |